# Ovoa
Ovoa ist ein Ort und eine ehemalige Gemeinde (Freguesia) im portugiesischen Kreis Santa Comba Dão. Die Gemeinde hatte 868 Einwohner (Stand 30. Juni 2011).
Am 29. September 2013 wurden die Gemeinden Ovoa und Vimieiro zur neuen Gemeinde União das Freguesias de Ovoa e Vimieiro zusammengeschlossen. Ovoa ist Sitz dieser neu gebildeten Gemeinde.